# Johan Helmich Roman

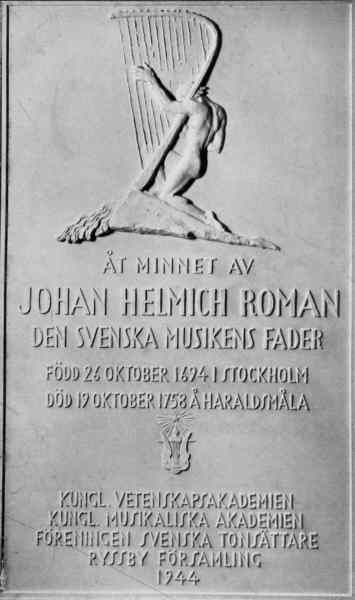
Romans gravsten vid hans gravplats på Ryssby kyrka, Kalmar län.

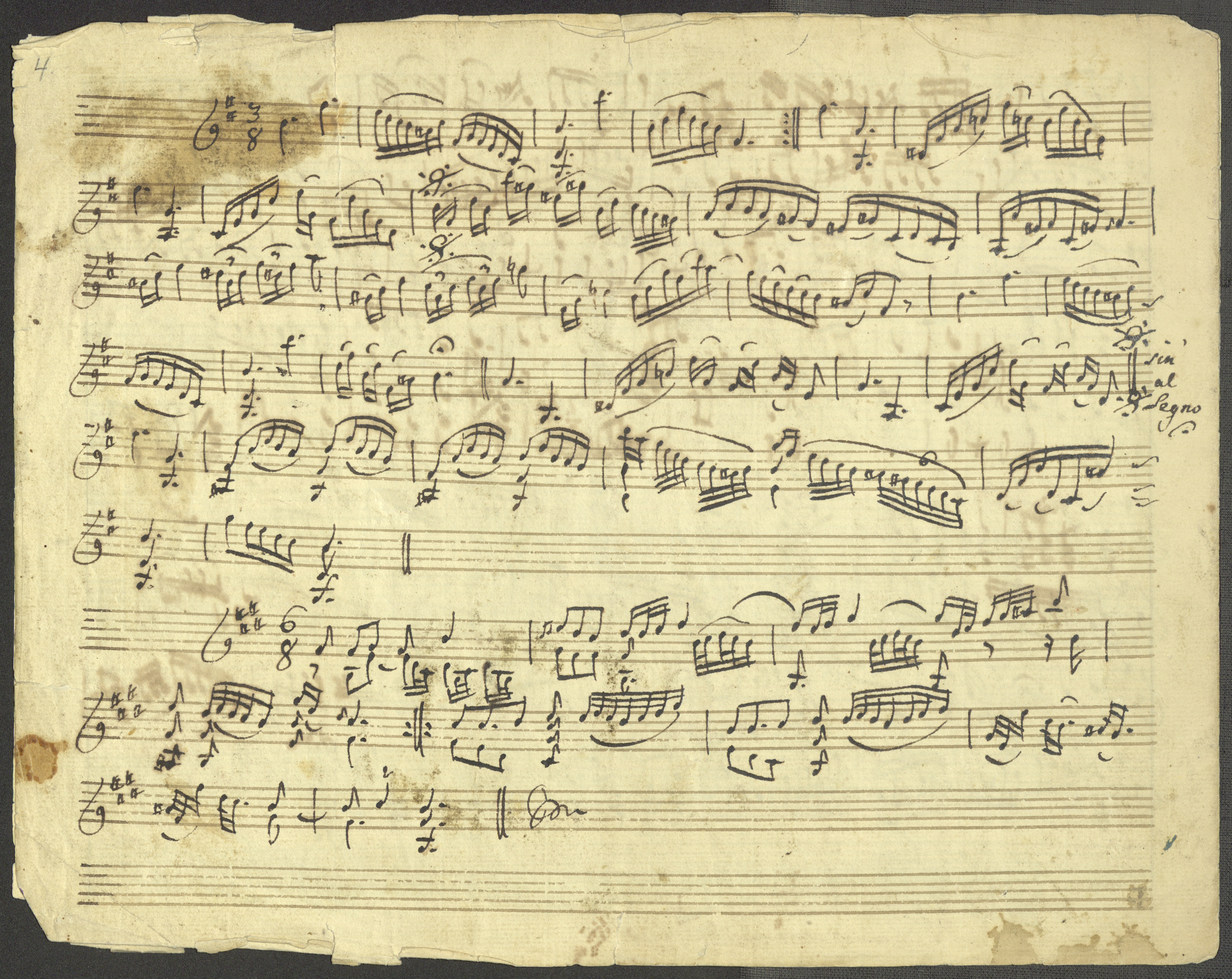
Sats tre och fyra ur Assaggio i h-moll BeRI 324 av Johan Helmich Roman, i autograf ur Romansamlingen (återfinns vid Musik- och teaterbiblioteket).

Johan Helmich Roman, född 26 oktober 1694 i Hovförsamlingen i Stockholm, död 20 november 1758 på gården Lilla Haraldsmåla i Ryssby socken i Kalmar län, var en svensk kompositör. Roman brukar ofta kallas den svenska musikens fader, förmodligen efter Abraham Sahlstedts äreminne 1767, där han hyllades som "Stamfader för Musiken i wårt land" (cit. efter Ivarsdotter-Johnson: Musiken i Sverige: Johan Helmich Roman och hans tid, s. 26). Han var gift med Maria Elisabeth Baumgardt, syster till den av kejsare Josef II adlade Fredrik Gustav von Baumgarten.

## Biografi
Roman var son till hovkapellisten Johan Roman och hans hustru Catharina Margareta von Elswich. Han fick en omsorgsfull uppfostran och uppträdde redan vid sju års ålder inför hovet som violinist.
Vid nyåret år 1711 anställdes han i hovkapellet. Han fick år 1712 tillstånd av Karl XII i Bender att med bibehållen lön göra en studieresa till London, vilket dock, på grund av krigstillståndet, inte lät sig göras förrän 1716. Väl i London fick han snabbt anställning i operaorkestern vid King's Theatre under Georg Friedrich Händels ledning. Samtidigt bedrev Roman studier i generalbas och komposition för Johann Christoph Pepusch och Attilio Ariosti. Då Londonoperan 1717 för någon tid måste upphöra med sin verksamhet, fick han anställning hos den musikälskande hovmarskalken, hertigen av Newcastle, vilket säkrade hans ekonomi och fortsatta umgänge med musiker som kom med nya impulser, inte minst från den italienska operakonsten. Framför allt Händel blev en stor inspirationskälla för Roman.
Roman blev 1721 hemkallad och återinträdde, samtidigt med faderns bortgång, i hovkapellet. Roman ledde orkestern vid Fredrik I:s kröning och utnämndes 1721 till vice hovkapellmästare. Från och med år 1729 fungerade han som ordinarie hovkapellmästare. Av hälsoskäl företog Roman år 1735 en tvåårig resa genom England, Frankrike, Italien och Tyskland, då han fördjupade sina musikaliska kunskaper och samlade noter till hovkapellet. Efter sin återkomst 1740 valdes han in i den nyinstiftade Vetenskapsakademien. 1744 uppfördes hans inför eftervärlden mest kända verk, Drottningholmsmusiken, vid kronprinsparet Adolf Fredriks och Lovisa Ulrikas bröllop.
Roman utnämndes 1745 till hovintendent och drog sig samtidigt av hälsoskäl tillbaka till sin egendom Lilla Haraldsmåla i Ryssby socken, strax norr om Kalmar, där han alltjämt sysselsatte sig med komposition. En långvarig sjukdom, cancer i tungan, orsakade hans död 1758. Det väsentliga i Romans skapargärning, såväl kvantitativt som kvalitativt, är den andliga musiken[källa behövs]. Denna del av Romans betydelsefulla tonsättargärning var under långa tider mer eller mindre bortglömd. Det var framför allt två svenska musiker har gjort Romans "andliga" produktion på nytt kända. Den ene var organisten i Oscarskyrkan i Stockholm, professor Patrik Vretblad, och den andre är organisten i Hedvig Eleonora kyrka i Stockholm Valdemar Söderholm.  Vretblads stora Romanbiografi har en förteckning över Romans samtliga kompositioner omfattande 44 sidor. Tonsättaren och musikdirektören Karl-Erik Svedlund har i sin bok "De sågo himlen öppen- Normans Förlag 1966" skrivit ett initierat och faktamässigt tungt porträtt av Johan Helmich Roman.
Roman skänkte 1749 en stor samling av sina noter och kompositioner till Åbo Akademi. Där de orkestrerades av Carl Petter Lenning. Noterna kom att omfatta 17 inbundna verk. De förstördes vid Åbo brand. Donationen har tolkats som en uppskattning av Lenning, en vilja att sprida sin musik och utveckla musiklivet i Åbo och ett attribut till ev. släktrötter i regionen. 
Romans grav finns på Ryssby kyrkogård men okänt var. En minnestavla över honom finns på kyrktornets yttermur. I Kalmar bevarar konsertsalen Romanhallen i anslutning till Kalmarsalen hans minne. Något med säkerhet bevarat porträtt av Roman finns inte. I Finland finns spekulationer att Roman möjligen skulle ha rötter i staden Raumo i Satakunda och möjligen även förbindelser med den därifrån härstammande släkten Raumannus.

## Musikern
Roman var en framstående virtuos på violin och oboe, och även dirigent. Han översatte och uppförde många utländska tonsättares verk (Händel, Pergolesi med flera). Han översatte också flera musikteoretiska verk av Gasparini, Pepusch och Keller till svenska. Störst betydelse har emellertid Roman haft som tonsättare. Hans verk omfattar så gott som alla grenar av tonkonsten, med undantag av operan. Roman drogs särskilt till den andliga musiken, och det är här hans inspiration klarast framträder.[källa behövs] 1752 uruppförde han den "Svenska mässan".

## Urval av kompositioner
Huvudartikel: Verklista för Johan Helmich Roman
Romans instrumentalkompositioner har katalogiserats av professor Ingmar Bengtsson, och brukar betecknas med BeRI-nummer. Anna Lena Holm katalogiserade den vokala musiken med HRV-nummer.

### I. Festmusik

#### För orkester
- Golovinmusiken, BeRI 1
- Drottningholmsmusiken, BeRI 2

#### Kantater
- 13 kantater vid hovfester, kröningar

### II. Övriga verk

#### Instrumentala
- 23 symfonier (snarare sinfonior, den symfoniska formen skulle utvecklas senare av andra kompositörer)
- 6 ouvertyrer
- 5 orkestersviter
- 2 concerti grossi
- 5 violinkonserter
- l konsert för oboe d'amore, BeRI 53
- 17 trio-sonater
- XII Sonate a flauto traverso, violone e cembalo (tr. 1727, tillägnad Ulrika Eleonora)
- 12 sonater för flöjt och cembalo
- Klaverstycken (12 sviter BeRI 225-236, m.m.)
- Violinsonater och övningar (däribland Assaggio à violino solo, BeRI 301, tr. 1740)
- Violinduor m. m.

#### Vokala verk
- Svenska mässan (för solister, kör och orkester), HRV 404
- Kantater (Dixit, Jubilate, O Gud, vi lofve dig)
- Hymner (Beati omnes m. fl.)
- Davids psalmer för en eller flera röster med orkester
- Ett 80-tal andliga sånger till texter, företrädesvis ur Davids psalmer, för en eller flera röster med generalbas eller med violin och basso, eller större besättning
- Ett flertal sånger till icke bibliska texter, däribland flera till dikter av Jakob Frese, Olof von Dalin med flera